# Lista de animais extintos

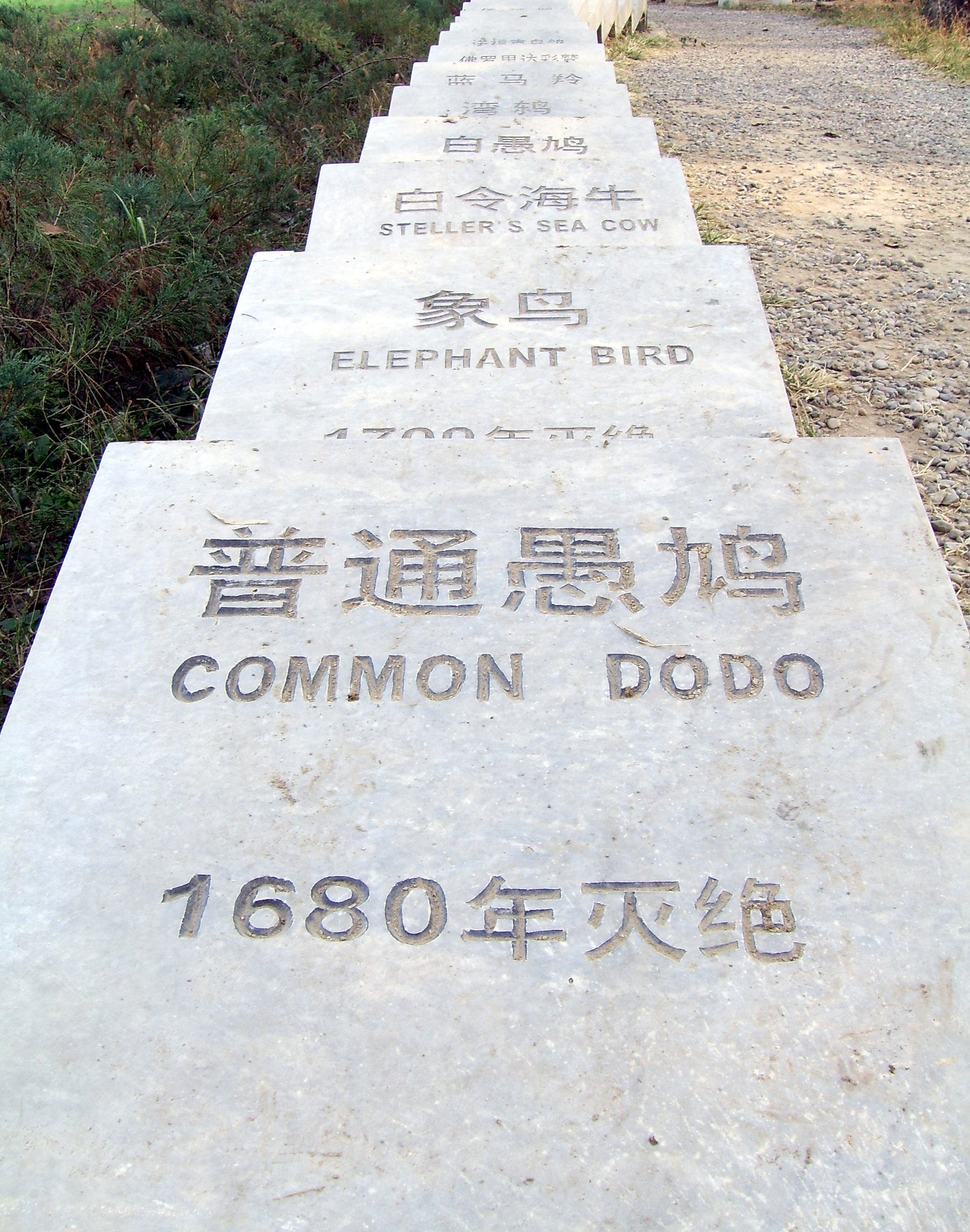
Lápides de animais extintos em Beijing

Esta é uma lista de animais extintos, que foi dividida em seções por grupos, e regiões. Porém, é importante deixar claro que esta lista se encontra bastante incompleta.

## Listas de animais recém-extintos por grupos
Animais extintos entre 1500 d.C. e os dias atuais.
- Lista de aves extintas
- Lista de mamíferos extintos
- Lista de répteis extintos
- Lista de anfíbios extintos
- Lista de peixes extintos
- Lista de artrópodes extintos
- Lista de moluscos extintos

## Listas de animais pré-históricos
Animais que se extinguiram no final do Período Quaternário, conhecidos por material sub-fóssil:
- Lista de animais pré-históricos
- Lista de aves pré-históricas
- Lista de mamíferos pré-históricos

## Listas de animais fósseis

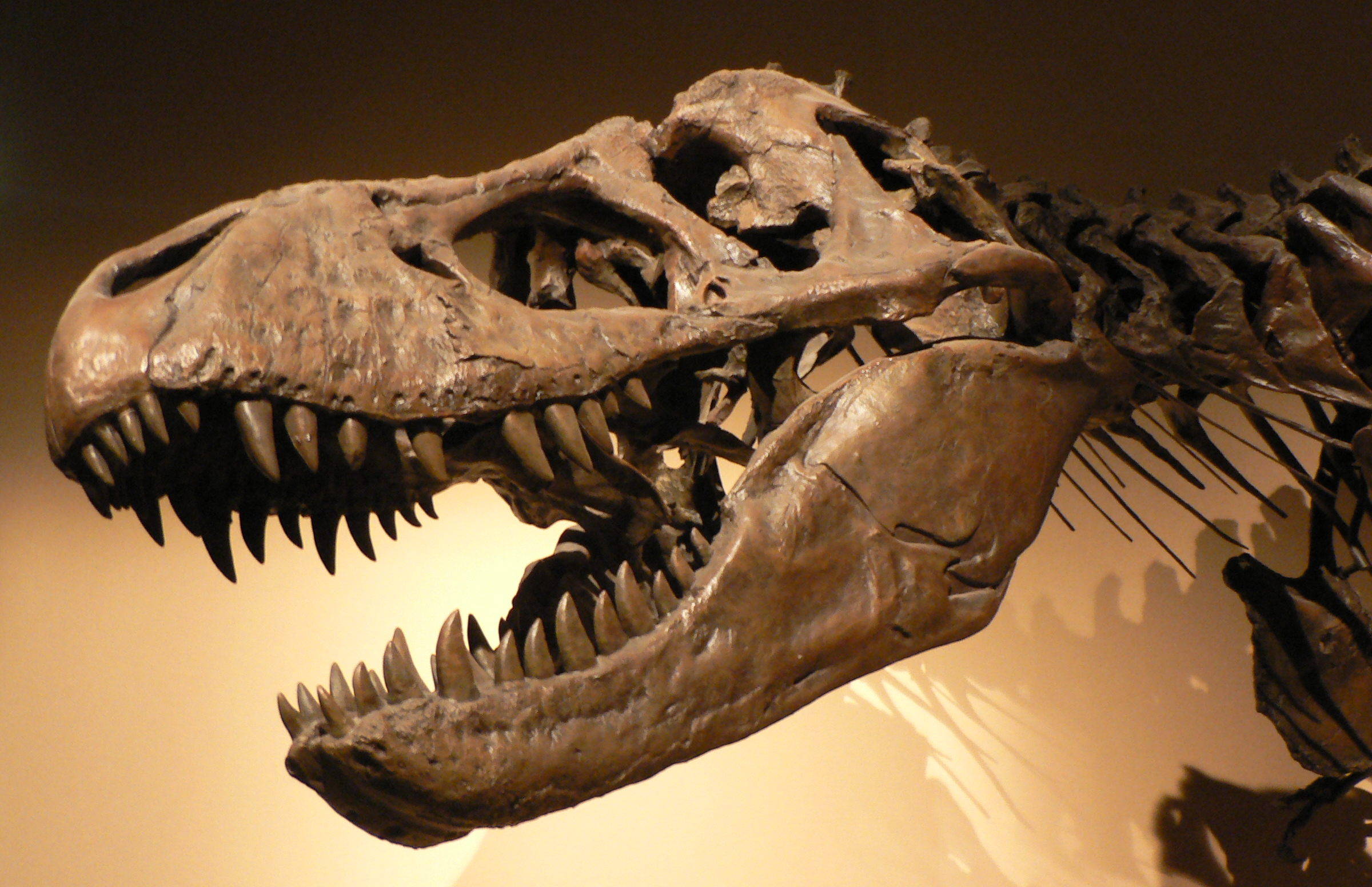
Crânio de um Tyranossaurus rex

Animais que são conhecidos apenas por material fóssil:
- Lista de aves fósseis
- Lista de dinossauros

## Listas de animais extintos por região
- Lista de animais extintos da Europa
- Lista de animais extintos da Ásia
- Lista de animais extintos na África
- Lista de animais extintos na Oceania